# Hieracium grecescui
Hieracium grecescui es una especie de planta con flor del género Hieracium, de la familia Asteraceae, orden Asterales.

## Distribución
Hieracium grecescui se distribuye por Rumania.

## Taxonomía
Fue descrita científicamente por E. I. Nyárády & Zahn.
Tratamiento taxonómico
La especie aparece registrada y publicada en Bul. Grăd. Bot. Univ. Cluj.